# Mileștii Mici
Mileștii Mici est une commune de Moldavie, composé de deux villages : Mileștii Mici and Piatra Albă. située à 18 km de la capitale, Chișinău. Plusieurs centaines de kilomètres de site d'extraction souterrain existent aujourd'hui. Certains puits sont utilisés comme caves pour le stockage des vins du même nom.

## Histoire
Mileștii Mici est un ancien village moldave, mentionné dans des livres et chroniques anciens. Les recherches archéologiques ont découvert des vestiges de peuplements provenant de nombreuses époques et cultures différentes, du Xe au XIe millénaire av. J.-C.
Lorsque l'Union soviétique prends le contrôle de la Moldavie, il y a eu un ordre de détruire la collection de vins, mais les ouvriers ont construit une porte secrète où ils ont stocké la collection.

## Caves à vin

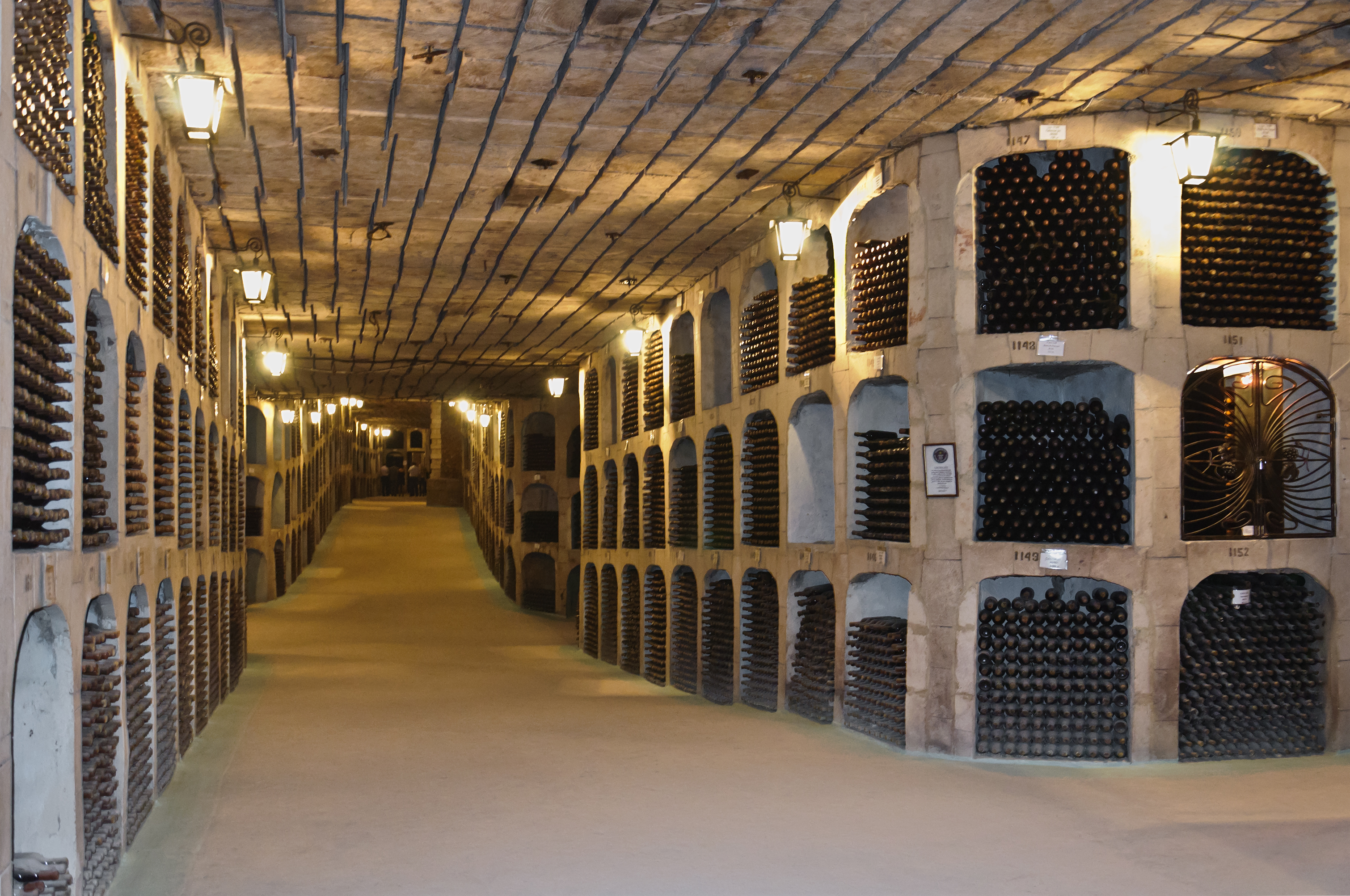
Caves de Mileştii Mici.

S'étendant sur 250 kilomètres, dont seulement 120 kilomètres sont actuellement utilisés, le complexe de caves Mileștii Mici est le plus grand au monde. En 2007, les caves à vin entrent dans livre Guinness des records de la plus grande cave à vin en nombre de bouteilles depuis 2005 et de la plus grande collection de vins (2 millions de bouteilles) au monde.